# Doãn Văn Hưởng
Doãn Văn Hưởng (sinh năm 1956) là một cựu chính khách Việt Nam. Ông từng là Ủy viên Ban Thường vụ Tỉnh ủy, Phó Bí thư Tỉnh ủy nhiệm kỳ 2010-2015, Chủ tịch Ủy ban nhân dân tỉnh Lào Cai khóa XIV, nhiệm kỳ 2011-2016.

## Lý lịch và học vấn
Doãn Văn Hưởng sinh ngày 28 tháng 12 năm 1956 tại xã Cam Đường, thành phố Lào Cai, tỉnh Lào Cai. Quê quán: xã Vân Nam, huyện Phúc Thọ, Hà Nội.
Ngày vào Đảng Cộng sản Việt Nam: 29 tháng 12 năm 1986. Ngày chính thức: 29 tháng 12 năm 1987.
Giáo dục phổ thông: 10/10.
Trình độ học vấn: Đại học.
Trình độ chuyên môn: Kỹ sư trồng trọt.
Trình độ lý luận chính trị: Cử nhân.

## Sự nghiệp
Từ năm 1981 - tháng 5/1983: Cán bộ Nông trường Quốc doanh Phong Hải, huyện Bảo Thắng, tỉnh Lào Cai.
Tháng 6/1983 - tháng 10/1986: Phó trưởng phòng; Trưởng phòng Kế hoạch, Nông trường Quốc doanh Phong Hải
Tháng 11/1986 - tháng 5/1987: Phó Giám đốc Nông trường Quốc doanh Phong Hải.
Tháng 6/1987 - tháng 10/1991: Giám đốc Nông trường Quốc doanh Phong Hải.
Tháng 11/1991 - tháng 7/1995: Huyện ủy viên, Phó Chủ tịch UBND huyện Bảo Thắng, tỉnh Lào Cai.
Tháng 8/1995 - tháng 12/1999: Phó Bí thư Huyện ủy, Chủ tịch UBND huyện Bảo Thắng, tỉnh Lào Cai.
Tháng 1/2000 - tháng 11/2000: Bí thư Huyện ủy Bảo Thắng.
Tháng 11/2000 - tháng 5/2004: Tỉnh ủy viên, Bí thư Huyện ủy, Chủ tịch HĐND huyện Bảo Thắng.
Tháng 6/2004 - tháng 7/2010: Tỉnh ủy viên, Giám đốc Sở Kế hoạch và Đầu tư Lào Cai.
Tháng 8/2010 - tháng 5/2011: Tỉnh uỷ viên, Phó Chủ tịch UBND tỉnh Lào Cai khoá XIII, nhiệm kỳ 2004 – 2011.
Từ 6/2011 - 12/2013: Ủy viên Ban Thường vụ, Phó Chủ tịch Thường trực UBND tỉnh Lào Cai khoá XIV, nhiệm kỳ 2011 - 2016.
Ngày 26/11/2013: Doãn Văn Hưởng được bầu giữ chức vụ Phó Bí thư Tỉnh ủy Lào Cai khóa XIV, nhiệm kỳ 2010 - 2015.
Chiều 11/12/2013, tại kỳ họp thứ 9 HĐND tỉnh khóa XIV, Doãn Văn Hưởng, Phó Bí thư Tỉnh ủy được bầu giữ chức Chủ tịch UBND tỉnh Lào Cai, nhiệm kỳ 2011 – 2016, đạt tỷ lệ 100% phiếu bầu so với số đại biểu có mặt và đạt 90,74% so với tổng số đại biểu HĐND tỉnh khoá XIV.
Ngày 18 tháng 12 năm 2015, Thủ tướng Nguyễn Tấn Dũng đã ký quyết định phê chuẩn việc miễn nhiệm chức vụ Chủ tịch Ủy ban nhân dân tỉnh Lào Cai nhiệm kỳ 2011 - 2016 đối với ông Doãn Văn Hưởng, để nghỉ hưu theo Nghị định số 26/2015/NĐ-CP.

## Kỷ luật
Đã bị khai trừ khỏi Đảng cộng sản Việt Nam